# 运动辅助区
运动辅助区（英文：Supplementary Motor Area, SMA 或 Supplementary motor cortex, SMC）是大脑皮质的一个主要与运动功能相关的区域。在解剖位置上来说，SMA位于大脑半球的内侧面，和初级运动皮层的前方。从细胞结构分区上来说，SMA位于Brodmann 6区。但是Brodmann 6区除了包含SMA，还包含位于脑半球外侧面的前运动区。在进化历史上，该区域出现较晚。

## 结构
研究表明辅助运动区（SMA）可分为结构和功能上都有差异的两个区域，包括运动辅助区本部（SMA Proper，或称后运动辅助区，Caudal SMA）和前运动辅助区（或称前SMA，Pre-SMA）。在非人类灵长类，SMA本部大约对应于F3区，而前SMA对应于F6区。

## 功能
运动辅助区（SMA）的功能与运动的计划有关。与前运动皮层不同，SMA主要参与动物体自身产生和控制的运动，而不是在外界刺激下所产生的运动。例如SMA参与从记忆中产生的序列运动。
前运动辅助区（Pre-SMA）的功能与学习新运动序列有关。該区域中的神经活动在动物执行较新的运动序列时较高，而在该运动序列被学习完后，前运动辅助区中的神经活动降低。运动辅助区本部（SMA Proper）与前运动辅助区不同，它在执行学习好的运动序列时激活。有些SMA本部中的神经元在执行特定的动作序列时发放冲动，其他一些SMA本部中的神经元在准备特定位次的动作时发放冲动。比如，有些神经元在动物准备执行某个序列的第三个动作时激活，而与这个动作具体为何无关。

## 更多阅读材料
- Principles of Neural Science (2000), 4th ed., Kandel et al.
- Debaere,-F; Wenderoth,-N; Sunaert,-S; Van-Hecke,-P; Swinnen,-S-P（2003）. Internal vs external generation of movements: differential neural pathways involved in bimanual coordination performed in the presence or absence of augmented visual feedback.   Neuroimage. 2003 Jul; 19(3): 764-76
- Nachev, P, Kennard, C & Husain M (2008) Functional role of the supplementary and pre-supplemenatary motor areas. Nature Reviews Neuroscience 9: 856-869.
- Vorobiev et al.（1998）Parcellation of human mesial area 6: cytoarchitectonic evidence for three separate areas. Eur J Neurosci. 10(6):2199-203.